# Hugo Salus

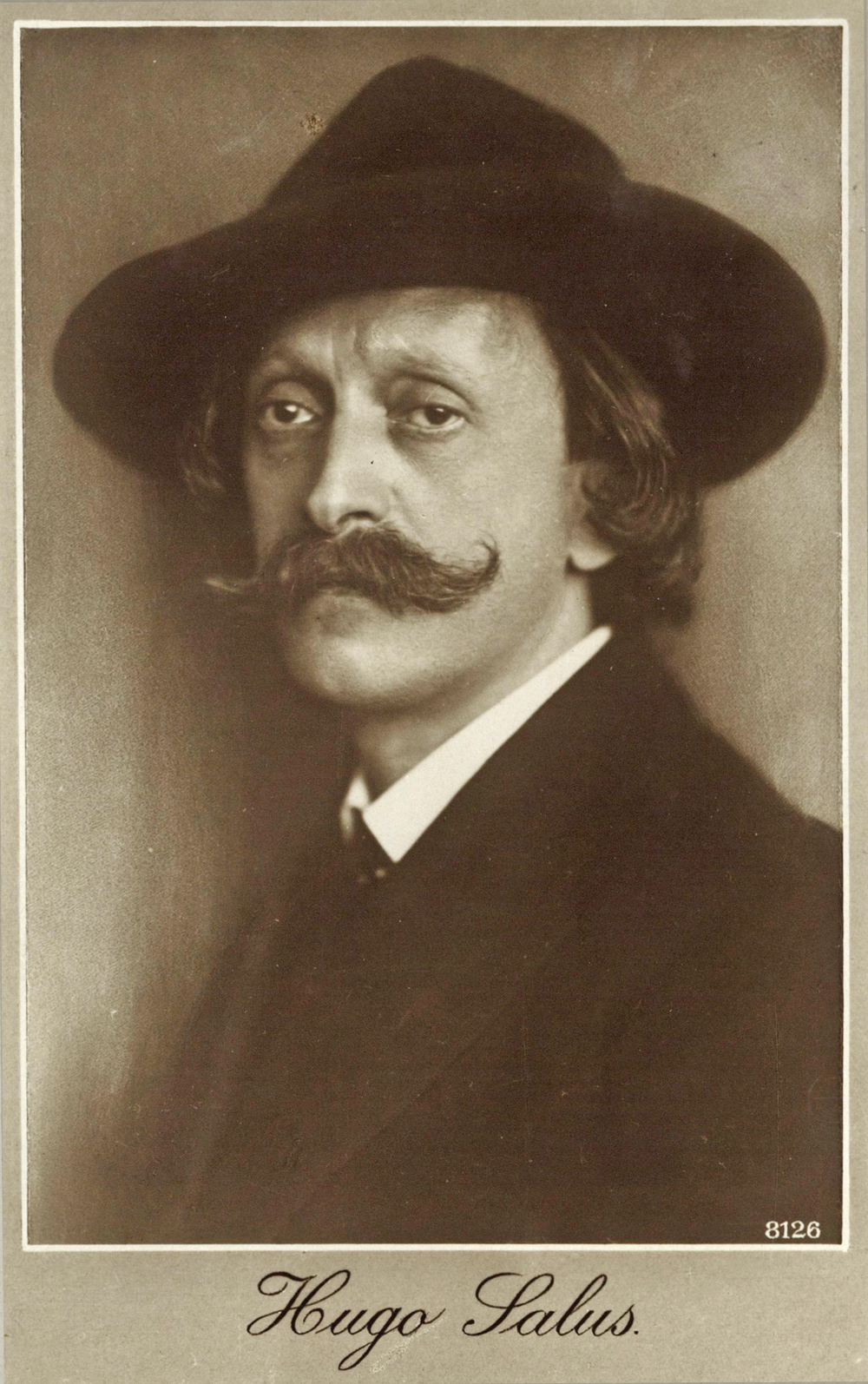

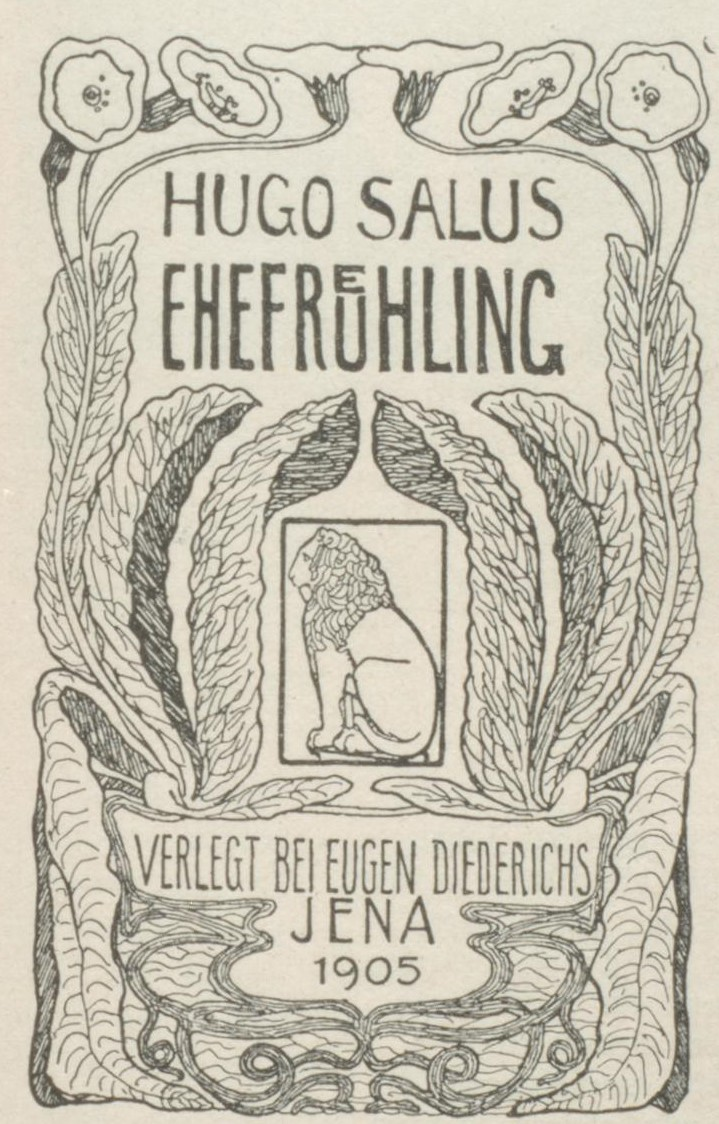
Buchdeckel von Heinrich Vogeler (1905)

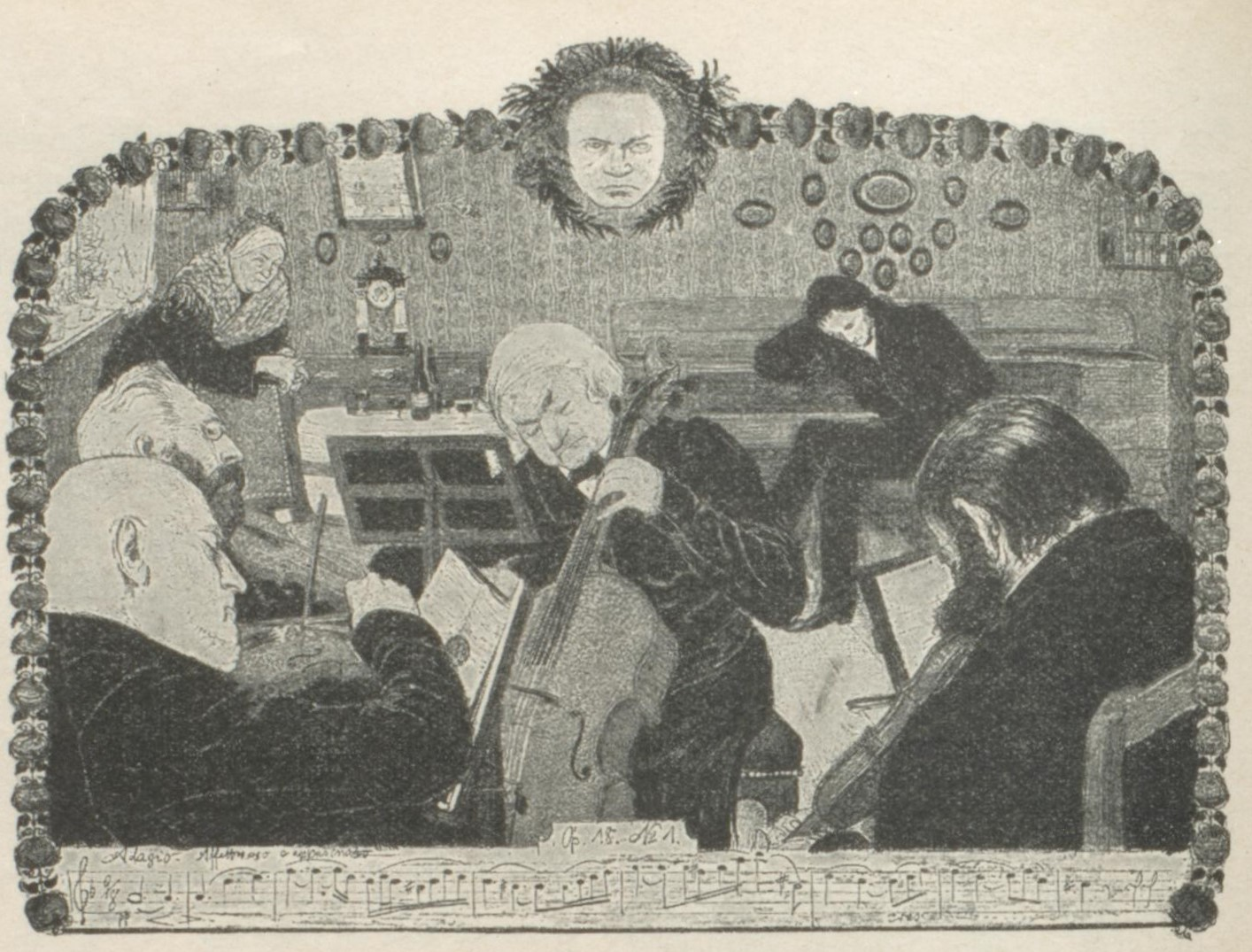
Illustration von Reinhold Max Eichler zum Gedicht Kammermusik (1896)

Hugo Salus (geboren 3. August 1866 in Böhmisch-Leipa, Kaisertum Österreich; gestorben 4. Februar 1929 in Prag, Tschechoslowakei) war ein böhmischer Gynäkologe und deutschsprachiger Schriftsteller.

## Leben
Der Sohn des jüdischen Veterinärmediziners Moritz Salus (1839–1909) aus Klein Schokau (heute Malý Šachov, Tschechische Republik) und seiner aus Raudnitz (heute Roudnice, Tschechische Republik) stammenden Ehefrau Therese, geb. Kafka (1839–1907), studierte ab 1885 an der deutschen Karl-Ferdinands-Universität in Prag Medizin. Gleich zu Studienbeginn trat Salus der Lese- und Redehalle der deutschen Studenten in Prag bei und blieb während seiner gesamten Universitätsjahre deren aktives Mitglied. Nach seiner Promotion am 25. Februar 1891 arbeitete er als Assistent am Hygienischen Institut, dann an der Geburtshilflichen Klinik. Am 13. Oktober 1895 heiratete er Olga Engel (1874–1926), eine Tochter des im Prager Vorort Königliche Weinberge lebenden Porzellanfabrikanten Ludwig Engel. Mitte November desselben Jahres eröffnete Salus in der Prager Heinrichsgasse 25 (heute Jindřišská, Prag 1) seine eigene gynäkologische Praxis. Im Juni 1909 wurde sein Sohn Wolfgang Salus geboren.
Neben seiner ärztlichen Tätigkeit veröffentlichte Salus zahlreiche Gedichtbände und Erzählungen und gehörte zu den bedeutenderen Vertretern der deutschen Prager Literatur seiner Zeit. So war er unter anderem Mitglied im Schriftsteller- und Künstlerverein Concordia. Heinrich Vogeler illustrierte einige seiner Bücher, wie etwas das Trostbüchlein für Kinderlose, und Arnold Schönberg vertonte zwei seiner Gedichte. Er zählte zu Beginn des 20. Jahrhunderts auch zu den maßgebenden Mitarbeitern der Wiener Zeitung.
1955 wurde in Wien-Donaustadt (22. Bezirk) die Salusgasse nach ihm benannt.

## Werke (Auswahl)

### Lyrik
- Gedichte. Paris/Leipzig/München 1898.
- Neue Gedichte. Paris/Leipzig/München 1899.
- Ehefrühling. Jena 1900.
- Reigen. München 1900.
- Ernte. München 1903.
- Neue Garben. München 1904.
- Die Blumenschale. München 1908.
- Glockenklang. Gedichte. München 1911.
- Das neue Buch. Neue Gedichte. München 1919.
- Klarer Klang. Wien 1922.
- Helle Träume. München 1924.
- Die Harfe Gottes. Wien 1928.

### Prosa
- Novellen des Lyrikers. Berlin 1903.
- Christa. Ein Evangelium der Schönheit. Wien 1902.
- Das blaue Fenster. Novellen. Berlin 1906; Leipzig : Renovamen Verlag, [2019?], ISBN 978-3-95621-072-3
- Trostbüchlein für Kinderlose. Jena 1909.
- Andersen-Kalender 1911. Zwölf Märchen. Wien 1910.
- Schwache Helden. Berlin 1910.
- Die Hochzeitsnacht. Die schwarzen Fahne. Leipzig 1913.
- Seelen und Sinne. Leipzig 1913.
- Nachdenkliche Geschichten. Leipzig 1914.
- Der Heimatstein und andere Erzählungen. Leipzig 1915.
- Sommerabend. neue Prosa. Leipzig 1916.
- Die schöne Barbara. Leipzig/Wien 1919.
- Freund Kafkus. Berlin/Leipzig 1919.
- Die Beschau. Eine Ghettogeschichte. Wien/Leipzig 1920.
- Der Jungfernpreis. Berlin 1921.
- Vergangenheit. Wien/Leipzig 1921.

### Dramen
- Susanna im Bade. Schauspiel in einem Aufzuge. München 1901.
- Römische Komödie. 3 Akte. München 1909.